# Мачаклы-Баш
Мачаклы-Баш (тат. Мачаклыбаш) — деревня в Азнакаевском районе Татарстана. Входит в состав Сапеевского сельского поселения.

## География и инфраструктура
Находится в юго-восточной части Татарстана на расстоянии приблизительно 3 км на север по прямой от районного центра города Азнакаево, у истока ручья Мачаклы. К югу от деревни находится садоводческое товарищество «Мачаклыбаш» и небольшое кладбище, а к северу — лесной массив с нефтяными скважинами. Есть пруд, деревня электрифицирована и газифицирована, имеется водопровод и благоустроенный родник «Мачаклы чишмәсе». В деревне единственная улица — Лесная.

## История
Основана в 1920-х годах (по данным местных жителей, основана в 1919—1920 годах переселенцами из села Сапеево).
С момента основания входила в состав Азнакаевской волости Бугульминского кантона ТАССР.
С 10 августа 1930 года входила в состав Тумутукского, с 30 октября 1931 года — в составе Азнакаевского района (в 1948 году — посёлок в Сапеевском сельсовете, с 1 февраля 1963 по 12 января 1965 года — в Альметьевском сельском районе).
В 1931 году был образован колхоз «Житез», бывший одним из передовых в районе. В 1951 году он вошёл в состав колхоза «Марат», в 1971 году — в состав колхоза «Кызыл Байрак» (село Сапеево). С 1998 года — СХПК «Сапеево».

## Население
По переписи 2010 года в деревне жило 39 человек (18 мужчин, 21 женщина). В 2002 году — 40 человек (19 мужчин, 21 женщина).
| 1938 | 1949 | 1958 | 1970 | 1979 | 1989 | 2002 | 2010 |
| ---- | ---- | ---- | ---- | ---- | ---- | ---- | ---- |
| 118  | 119  | 140  | 102  | 60   | 16   | 40   | 39   |

### Национальный состав
В 1948 году преобладали татары. По переписи 2002 года в национальной структуре населения татары составляли 92 %. В 2015 году также проживали татары.